# NGC 7193
NGC 7193 — группа звёзд в созвездии Пегас.
Этот объект входит в число перечисленных в оригинальной редакции «Нового общего каталога».